# Otto Warburg
Otto Warburg (20 de julio de 1859-10 de enero de 1938) fue un botánico, pteridólogo, y experto en la industria agrícola, así como miembro activo de la Organización Sionista Mundial (WZO, según sus siglas en inglés), donde trabajó para el restablecimiento del Estado de Israel. Fue presidente de la WZO entre 1911 y 1921.

## Primeros años y carrera
Otto Warburg nace en Hamburgo el 20 de julio de 1859 en una familia cuyos ancestros habían llegado a Alemania en 1566, probablemente de Bolonia. Completa sus estudios en el "Johanneum Gymnasium de Hamburgo", en 1879, y los continúa en Botánica en la Universidad de Bonn por un semestre, para ir a la Universidad de Berlín, y más tarde a la Universidad de Estrasburgo, donde obtiene su doctorado en 1883. Se va a Múnich y estudia química y fisiología en Tübingen con Wilhelm Pfeffer.
En 1885 se embarca en una expedición de cuatro años al sur y sudeste asiático, finalizándolo en Australia en 1889. Publica sus hallazgos entre 1913 y 1922 en tres volúmenes, Die Pflanzenwelt. Llegado a Berlín, cofunda Der Tropen Pflanzer, una revista especializada en agricultura tropical, editándola durante 24 años. Como judío nunca pudo optar a un puesto como profesor ordinario, por lo que ocupó su vida en la Botánica Aplicada, y fundó varias compañías de plantaciones tropicales e industriales en las colonias germanas.
Nombró varias especies: Dovyalis caffra, Nepenthes treubiana, Virola peruviana, Cephalosphaera usambarensis.

## Algunas publicaciones
- Über den Bau des Holzes von Caulotretus heterophyllus. Diss. rer. nat. Estrasburgo 1883
- Die Muskatnuss. Ihre Geschichte, Botanik, Kultur, Handel und Verwerthung sowie ihre Verfälschungen und Surrogate. Zugleich ein Beitrag zur Kulturgeschichte der Banda-Inseln. Verlag Engelmann Leipzig 1897
- Monsunia. Beiträge zur Kenntniss der Vegetation des süd- und ostasiatischen Monsungebietes. Verlag Engelmann Leipzig 1900
- Die Kautschukpflanzen und ihre Kultur. Berlín 1900
- Geschichte und Entwicklung der angewandten Botanik. In: Berichte der Deutschen Botanischen Gesellschaft Bd. 19 ,1901, pp. 153-183
- Kulturpflanzen der Weltwirtschaft. Verlag R. Voigtländer Leipzig 1908
- Die Pflanzen Welt. 3 Bände, Bibliographisches Institut Leipzig, Neudruck 1923

## Honores
- Miembro de la Royal Society en 1934

### Epónimos
Género
- (Canellaceae) Warburgia Engl.[1]

Especies
- (Apiaceae) Cnidium warburgii H.Wolff[2]
- (Araceae) Aglaonema warburgii Engl.[3]
- (Araliaceae) Anomopanax warburgii Harms[4]
- (Arecaceae) Calamus warburgii K.Schum.[5]
- (Asclepiadaceae) Marsdenia warburgii Schltr.[6]
- (Asteraceae) Myriactis warburgii Diels ex Steenis[7]
- (Begoniaceae) Begonia warburgii K.Schum. & Lauterb.[8]
- (Brassicaceae) Cochleariella warburgii (O.E.Schulz) L.L.Lou[9]
- (Hyacinthaceae) Bellevalia warburgii Feinbrun[10]
- (Hymenophyllaceae) Trichomanes warburgii Christ in Warb.[11]
- (Leguminosae) Astracantha warburgii (Bornm.) Podlech[12]
- (Urticaceae) Pellionia warburgii (H.J.P.Winkl.) R.J.Johns[13]

- La abreviatura «Warb.» se emplea para indicar a Otto Warburg como autoridad en la descripción y clasificación científica de los vegetales.[14]